# Sangolquí
Sangolquí è una città dell'Ecuador che si trova nella provincia del Pichincha ed è il capoluogo del Cantone di Rumiñahui. Al censimento del 2010 la sua popolazione era di 75.080 abitanti, il che ne fa la diciottesima città dell'Ecuador per popolazione.
Sangolquí è una delle città con maggior sviluppo dell'Ecuador; situata a circa mezz'ora da Quito è geograficamente, economicamente e storicamente legata alla capitale ecuadoriana. È considerata, così come Eloy Alfaro (Durán) lo è per Guayaquil, una "città dormitorio" di Quito, per i numerosi lavoratori che giungono per via terrestre quotidianamente a lavorare nella metropoli andina.